# Transdev Hannover
Die Transdev Hannover GmbH ist ein Eisenbahnverkehrsunternehmen mit Sitz in Hannover, welches seit Dezember 2021 drei Linien und seit dem 12. Juni 2022 alle Linien der S-Bahn Hannover betreibt.

## Geschichte
Die Transdev Hannover GmbH ist eine Tochter der Transdev GmbH und wurde 2019 gegründet.
Anlass zur Gründung war der Gewinn des Ausschreibungsverfahrens über die Vergabe der S-Bahn-Linien in und um Hannover durch die NordWestBahn, welche ebenfalls ein Tochterunternehmen der Transdev GmbH ist. Diese vergab den Auftrag zur Erbringung der Verkehrsleistungen an das neu gegründete Unternehmen weiter. 
Ursprünglich war der Betreiberwechsel zum Fahrplanwechsel im Dezember 2021 geplant. Aufgrund einer Beschwerde bei der Vergabekammer durch die unterlegene DB Regio AG verzögerte sich der Termin und wurde auf den 12. Juni 2022 festgesetzt. Die S-Bahn-Linien S3, S6 und S7 wurden im Zuge einer vorzeitigen Übernahme ab Fahrplanwechsel im Dezember 2021 von der Transdev Hannover übernommen.

## Fahrzeuge

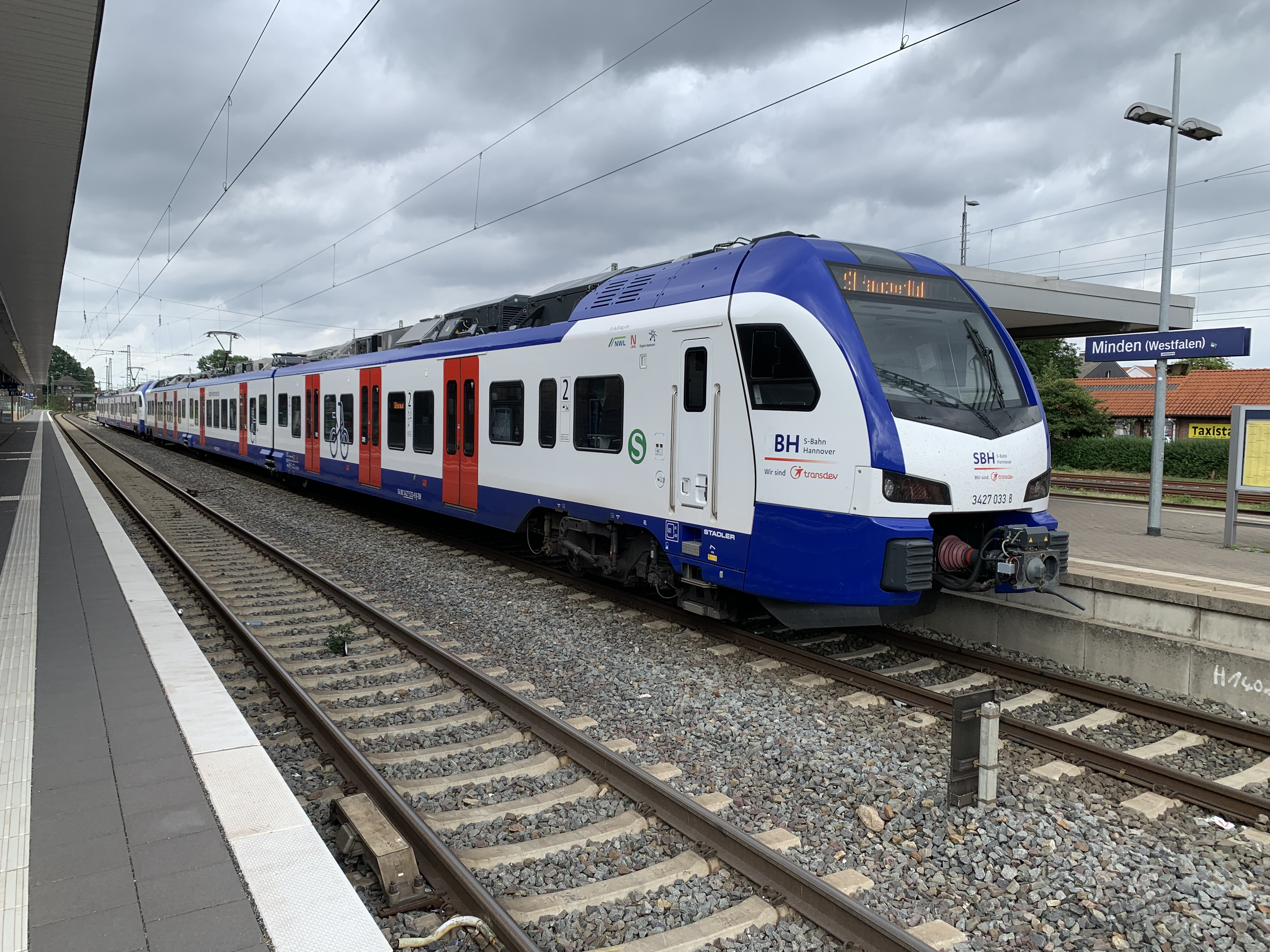
Stadler Flirt 3XL der Transdev Hannover

Zum Einsatz kommen 64 neue Triebzüge des Typs Stadler Flirt 3XL sowie 13 Triebzüge der Baureihe 425.5, welche vom bisherigen Betreiber DB Regio übernommen wurden. Die neuen Fahrzeuge wurden bei Stadler Rail in Pankow gefertigt. Als Verbesserung zu den aktuell eingesetzten Fahrzeugen werden sie u. a. über WLAN und Steckdosen verfügen, die Bestandsfahrzeuge werden entsprechend nachgerüstet. Die Fahrzeugflotte sollte ab Juli 2023 in den Werkstätten der OHE in Celle Nord gewartet werden. Nach fast zwei Jahren Verspätung wurde die Werkstatt am 23. Juni 2025 eröffnet. Für die Zeit ab Betriebsaufnahme suchte Transdev Hannover Fahrzeuginstandhalter als Übergangslösung.

## Liniennetz
| Linie | Linienverlauf                                                                                           | Übernahme              |
| ----- | --- | ---------------------- |
| S 1   | Minden – Bückeburg – Haste – Wunstorf – Hannover – Weetzen – Barsinghausen – Haste                      | seit 12. Juni 2022     |
| S 2   | Nienburg – Neustadt am Rübenberge – Wunstorf – Hannover – Weetzen – Barsinghausen – Haste               | seit 12. Juni 2022     |
| S 21  | Hannover – Weetzen – Barsinghausen                                                                      | seit 12. Juni 2022     |
| S 3   | Hildesheim – Sehnde – Lehrte – Hannover                                                                 | seit 12. Dezember 2021 |
| S 4   | (Hildesheim – Sarstedt – Hannover Messe/Laatzen –) Hannover – Langenhagen – Bennemühlen                 | seit 12. Juni 2022     |
| S 5   | (Paderborn – Altenbeken – Bad Pyrmont –) Hameln – Weetzen – Hannover – Langenhagen – Hannover Flughafen | seit 12. Juni 2022     |
| S 51  | Hameln – Springe – Hannover – Seelze                                                                    | seit 12. Juni 2022     |
| S 6   | Celle – Burgdorf – Hannover                                                                             | seit 12. Dezember 2021 |
| S 7   | Celle – Burgdorf – Lehrte – Hannover                                                                    | seit 12. Dezember 2021 |
| S 8   | Hannover Flughafen – Langenhagen – Hannover Messe/Laatzen                                               | seit 12. Juni 2022     |

## Kritik
Seit der Übernahme der Strecken sieht sich Transdev massiver Kritik ausgesetzt. Zugausfälle und Verspätungen haben die Politik auf den Plan gerufen. Allerdings sieht sich Transdev nicht als hauptschuldig an und verwies u. a. auf die schleppende Übergabe von rollendem Material der DB Regio. Diese Darstellung wies die Landesnahverkehrsgesellschaft Niedersachsen (LNVG) allerdings als unzutreffend zurück.